# Aisey-et-Richecourt
Aisey-et-Richecourt é uma comuna francesa na região administrativa de Borgonha-Franco-Condado, no departamento de Alto Sona. Estende-se por uma área de 7,8 km². Em 2010 a comuna tinha 105 habitantes (densidade: 13,5 hab./km²).